# Fritissa (kommun)
Fritissa (franska: Fritissa (CR), Fritissa (Commune Rurale), arabiska: مولاي يعقوب (البلدية)) är en kommun i Marocko.   Den ligger i provinsen Boulemane och regionen Fès-Meknès, i den nordöstra delen av landet, 300 km öster om huvudstaden Rabat. Antalet invånare är 26 022.